# Eremopterix leucotis
La terrera orejiblanca (Eremopterix leucotis) es una especie de ave paseriforme de la familia Alaudidae propia del África subsahariana.

## Taxonomía y sistemática
Originalmente esta especie fue ubicada en el género Loxia.

### Subespecies
Existen cinco subespecies reconocidas:
- E. l. melanocephalus - (Lichtenstein, MHK, 1823): Originalmente descripta como una especie separada en el género Alauda. Habita desde Senegal y Gambia hasta la zona central de Sudán
- E. l. leucotis - (Stanley, 1814): Propia del sur y este de Sudán, Eritrea, Etiopía y noroeste de Somalia
- E. l. madaraszi - (Reichenow, 1902): Propia desde el sur de Somalia y Kenia hasta el norte de Malawi y norte de Mozambique
- E. l. hoeschi - White, CMN, 1959: Habita desde el sur de Angola y norte de Namibia hasta el oeste de Zimbabue
- E. l. smithi - (Bonaparte, 1850): Propia del sur de Zambia y sur de Malawi hasta el este de Sudáfrica

## Descripción

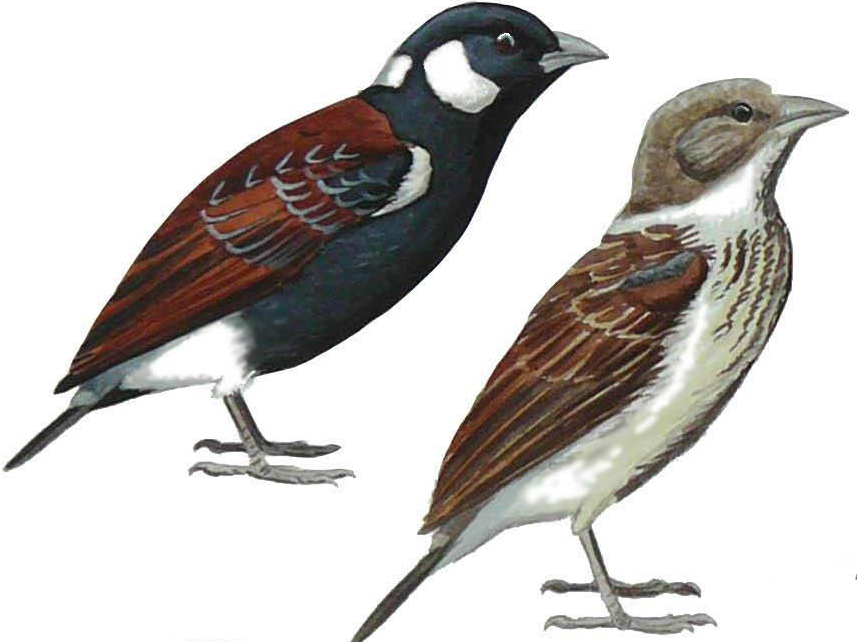
Una pareja.

Mide unos 11 cm de largo. El macho es llamativo, con las partes inferiores y la cabeza negras aunque posee una serie de manchas blancas brillantes en la nuca y detrás de los ojos. Las partes superiores y las alas son de color castaño con algunas rayas oscuras. Su dorso y alas son castaños con algún moteado. Posee un grueso pico de color gris.
La hembra es menos vistosa sus partes inferiores y cabeza son blanquecinas jaspeadas. Su dorso es de un tono castaño jaspeado. Los ejemplares juveniles se asemejan a la hembra.

## Hábitat
Habita en zonas de secas abiertas.

## Comportamiento y ecología
Construye su nido en el suelo y la puesta consiste de un solo huevo. Se alimenta de insectos y semillas.